# Municipio de Clear Creek (condado de Hot Spring)
El municipio de Clear Creek (en inglés: Clear Creek Township) es un municipio ubicado en el condado de Hot Spring en el estado estadounidense de Arkansas. En el año 2010 tenía una población de 392 habitantes y una densidad poblacional de 4,81 personas por km².

## Geografía
El municipio de Clear Creek se encuentra ubicado en las coordenadas 34°12′42″N 92°42′55″O / 34.21167, -92.71528. Según la Oficina del Censo de los Estados Unidos, el municipio tiene una superficie total de 81.5 km², de la cual 81,49 km² corresponden a tierra firme y (0,02 %) 0,02 km² es agua.

## Demografía
Según el censo de 2010, había 392 personas residiendo en el municipio de Clear Creek. La densidad de población era de 4,81 hab./km². De los 392 habitantes, el municipio de Clear Creek estaba compuesto por el 94,13 % blancos, el 1,79 % eran afroamericanos, el 0,26 % eran amerindios, el 1,28 % eran de otras razas y el 2,55 % eran de una mezcla de razas. Del total de la población el 2,3 % eran hispanos o latinos de cualquier raza.